# Molophilus worraworra
Molophilus worraworra är en tvåvingeart som beskrevs av Günther Theischinger 1992. Molophilus worraworra ingår i släktet Molophilus och familjen småharkrankar. Inga underarter finns listade i Catalogue of Life.